# Стара мова Тупі
Стара мова Тупі́ — мертва тупійська мова, що колись була поширена серед народу тупі південної Бразилії, особливо у прибережних районах. Мова належить сім'ї тупі-гуарані та мала писемну історію протягом XVI—XVIII століть. Протягом раннього колоніального періоду ця мова використовувалася в якоісті лінгва франка всієї Бразилії як європейцями, так й індіанцями, але пізніше вимерла під тиском португальської мови, залишивши лише видозмінений варіант з невеликим числом носіїв, неенгату.